# Rio Uberabinha
Rio Uberabinha är ett vattendrag i Brasilien.   Det ligger i delstaten Minas Gerais, i den sydöstra delen av landet, 300 km söder om huvudstaden Brasília.
Omgivningen kring Rio Uberabinha är huvudsakligen savann. Området är ganska tätbefolkat, med 70 invånare per kvadratkilometer.